# Tom Burridge
Tom Eustace Burridge (Pimlico, Londres, 30 d'abril de 1881 – Chatham, Kent, 16 de setembre de 1965) va ser un futbolista anglès que va prendre part en els Jocs Olímpics de París de 1900, on guanyà la medalla d'or com a membre de la selecció britànica, representada per l'Upton Park F.C..